# Silicon Savannah

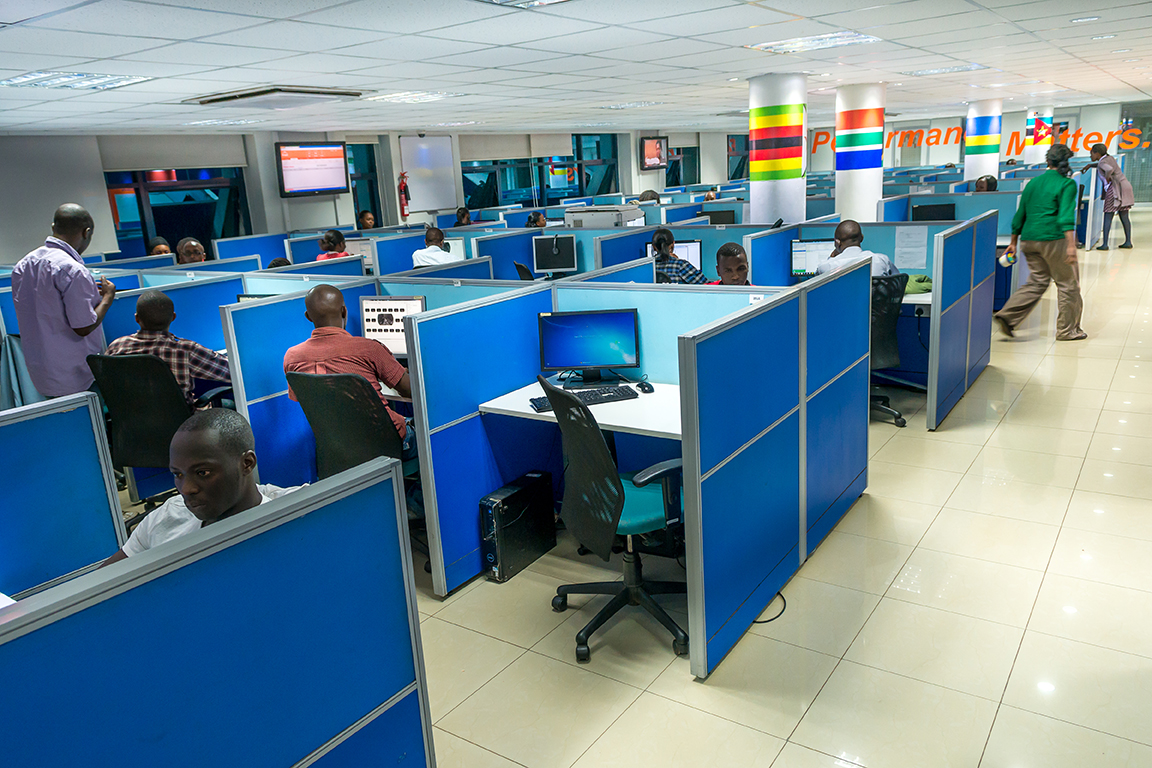
Techno Brain BPO Kenya

Silicon Savannah ist die Bezeichnung für die Tech- und Start-up Szene im Großraum Nairobi. Das geographische Zentrum der Szene war der Sitz von Ushahidi und IHub in Nairobi am Senteu Plaza an der Kreuzung der Lenana Road und der Galana Road. Heute ist das IHub an der noblen Adresse Jahazi Building, 154 James Gichuru Road, Nairobi, Kenya. Neben iHub gibt es inzwischen weitee an der Tech-Wirtschaft partizipierende Hubs und Coworking Plattformen wie etwa Nailab und Nairobi Garage.
Als Silicon Savannah der Zukunft wird das Projekt Konza Technopolis bezeichnet, ein Technologiezentrum 64 km südöstlich von Nairobi, das zu einer ganzen Stadt ausgebaut werden soll. Die Regierung von Kenia möchte mit Konza Technopolis das informationstechnologische Zentrum Afrikas errichten. Noch aber ist die Stadt Nairobi das Zentrum der IT in Kenia. Um die 500 Start-ups sind in Nairobi und große IT-Firmen haben hier Niederlassungen.

## Geschichte
Das kenianische Bildungssystem existiert in seiner derzeitigen Form seit 1984. Es ist aufgeteilt in eine achtjährige Pflichtschule, eine vierjährige Sekundarbildung und eine zwei bis über achtjährige tertiäre Bildung. Das Bildungssystem unterliegt der Aufsicht des Ministeriums für Bildung sowie des Ministeriums für höhere Bildung, Wissenschaft und Technologie.
In Kenia wird Programmieren bereits in der Schule unterrichtet, generell ist die Bevölkerung relativ gut ausgebildet. Genau das lockt viele IT-Firmen an, auch Tech-Giganten wie Google, Microsoft oder Visa. Allerdings sind auch die niedrigen Lohnkosten ein Anziehungsfaktor.
2007 wurde das mobile Bezahlsystems M-PESA von Safaricom eingeführt. Dadurch bekamen viele Menschen Zugang zum Zahlungsverkehr.
2008 wurde Ushahidi, Inc. von Erik Hersman, Ory Okolloh, Juliana Rotich und David Kobia in der kenianischen Hauptstadt Nairobi gegründet. Es ist ein gemeinnütziges Technologieunternehmen. Deren Software Ushahidi soll unterprivilegierten Menschen helfen, gehört zu werden, und es soll helfen, diese Informationen zu bearbeiten. Das Unternehmen war wesentlich an der Schaffung des Silicon Savannah beteiligt.
2008 ist der offizielle Start des Projekts Konza Technopolis.
Bis 2009 benötigte man Satellitenverbindungen für einen schnellen Internetempfang. 2009 wurde eine Unterwasser-Glasfaserkabel-Verbindung fertig gestellt. So wurden Ost- und Südafrika mit Europa und Asien vernetzt.
2010 wurde das Innovationszentrum iHub in Nairobi gegründet. Im gleichen Jahr gründeten Marie Githinji, Angela Oduor Lungati und Linda Kamau Akirachix.
2011 gründeten Nivi Sharma und Marie Githinji eLimu, die Bildungssoftware für afrikanische Schulen bereitstellte.
2012 wird die Konza Technopolis Development Authority ins Leben gerufen, um die Entwicklung von Konza Technopolis zu koordinieren.
2013 wird BRCK im iHub gegründet, um die Telekommunikation in Afrika zu verbessern mit hitzebeständigen, staubgeschützten Routern, mit einem acht Stunden haltenden Akku und verschiedensten Möglichkeiten des Internetempfangs und einem großen internen Speicher. Zudem haben sie die dazugehörige Software entwickelt.
2014 verlegt das aus Tansania stammende IT-Unternehmen Techno Brain seinen Hauptsitz nach Nairobi.
2016 startet die Konza Innovation Ecosystem Initiative und die Konza Greening Initiative.
Seit 2018 wird das Bildungssystem schrittweise reformiert, unter anderem soll eine Umstellung des wissensbasierten Berufsbildungssystems auf ein kompetenzbasiertes System erfolgen. Die Plattform Linking Industry with Academia unterstützt dabei die Zusammenarbeit von Regierung, privaten und staatlichen Bildungseinrichtungen und der Wirtschaft. All das soll helfen, die Ziele der Kenya Vision 2030, die Millennium Development Goals (MDG’s) und die Ziele der Agenda 2030 zu erreichen.
2020 ging ein Drittel aller Investments in afrikanische Startups nach Kenia.
2021 wurde Silicon Savannah vom World Economic Forum für 2021 zu den Top 5 der globalen Hotspots gekürt.
2024 wurde mit Südkorea ein Finanzabkommen geschlossen, um eine Digital Media City zu entwickeln.
Der Entwicklungsplan Kenya Vision 2030 sieht vor, dass auf dem Gelände von Konza Technopolis eine eigene Stadt entsteht, mit Firmen aller Art und auch hunderttausenden Wohnungen. Die Bautätigkeiten sind aber weit im Verzug.

## Sektoren

### Gemeinnützige Technologie-Unternehmen
Ushahidi Inc. hat mittlerweile Mitarbeiter in neun Ländern. Mitarbeiter des Unternehmens gründeten auch iHub, Akirachix und BRCK. Ushahidi ist eine freie Open Source Plattform, die es erlaubt, verteilte Daten via SMS, E-Mail oder Internet zusammenzutragen, und diese auf einer Landkarte oder einer Zeitachse darzustellen. Es geht dabei um die freie Verbreitung von Informationen und größere Transparenz, es soll insbesondere armen Menschen helfen, sich mitzuteilen. Ushahidi wurde ursprünglich entwickelt, um Berichte von Gewaltverbrechen in Kenia zu kartieren, als Reaktion auf die negativen Ausschreitungen im Jahre 2008. Die Webseite wurde dazu verwandt, um Gewaltverbrechen und Friedensbemühungen im ganzen Land zu kartieren, basierend auf Meldungen, die mittels Internet oder Mobiltelefon übermittelt wurden. Dieser anfängliche Einsatz von Ushahidi hatte 45000 Benutzer in Kenia. So wurde deutlich, dass es ein enormes Interesse an einer derartigen Plattform gibt, die auch für andere Zwecke genutzt werden kann. Plattformen wie Ushahidi erlauben es besonders in Krisensituationen wie politischen Konflikten oder Naturkatastrophen, die Lage zu dokumentieren und Hilfe zu koordinieren. Ushahidi ist inzwischen weltweit im Einsatz und zu einem wichtigen Hilfsmittel für Hilfsorganisationen und politische Aktivisten geworden. Über 90.000-mal wurde die Software bis heute verwendet, zum Beispiel wurden im Kongo 2008 Gewaltausbrüche verortet und Verbrechen dokumentiert. 2009 wurden bei den Wahlen in Indien Informationen über Unregelmäßigkeiten, Wahlfälschungen und Wählerbestechungen gesammelt. 2010 nutzten Hilfsorganisationen die Plattform nach dem Erdbeben in Haiti, um eine Übersicht zu erhalten, welche Orte von der Katastrophe betroffen waren und wo am dringendsten Hilfe benötigt wurde.
iHUB ist ein weltweit anerkanntes Innovationszentrum, das seit 2010 der wichtigste Katalysator für die regionale Technologiebeschleunigung und ein Vorbild für Tech-Hubs in Schwellenländern ist. 2019 wurde iHUB Teil des größeren Kollektivs von Co-Creation Hub Africa (CcHUB), zu dem das Design Lab in Ruanda und CcHUB Namibia, eLimu, Syndicate & Growth Capital. All diese Unternehmen tragen dazu bei, Innovationen und die Anwendung von Technologie in ganz Afrika zu fördern, um soziale Verbesserungen in verschiedenen Sektoren zu erzielen. CcHUB arbeitet an Innovationen für den wirtschaftlichen Wohlstand Afrikas.
AkiraChix ist ein Netzwerk für Frauen. Es fördert junge Frauen, auch aus den Slums, es bietet Ausbildung, IT-Werkzeuge und Support. Den Frauen soll es ermöglicht werden, erfolgreich Karriere in der Technologiebranche zu machen und auch ein erfülltes Leben führen zu können.
M-Farm bietet eine App für Kleinbauern, die ihre wirtschaftliche Situation verbessert durch Informationen über Marktpreise, Wetterdaten, gemeinsame Einkäufe und gemeinsame Vermarktung.
BRCK hat es sich zum Ziel gesetzt ganz Afrika zu vernetzen. BRCK baut dafür Modems, die besser an die Witterungsverhältnisse in Ostafrika angepasst sind als Produkte aus Europa. Die BRCK-Modems sind hitze- und staubbeständig und dank eines Akkus sind sie gegen die häufigen Stromausfälle geschützt. So kann man bis zu acht Stunden online bleiben, auch ohne funktionierendes Stromnetz. Mit dem werbefinanzierten Service Moja stellt BRCK freies WLAN zur Verfügung, in Bussen, in Cafes oder in Kiosks. So können Millionen Menschen das Internet nutzen. Dadurch können sie an Informationen kommen, die früher nur wenigen reichen und gut gebildeten Menschen zur Verfügung standen. KioKits sind digitale Klassenzimmer in einem Koffer, der mit Solarenergie betrieben werden kann. Darin befinden sich ein sogenannter SupaBRCK, der als Modem, Server und Speicher dient und 40 Tablets. Die KioKits werden bereits an über 100 Standorten in 17 Ländern verwendet.
Techno Brain bietet IT-Lösungen, IT-Schulungen und Business Process Outsourcing an. Das Unternehmen hat Partnerschaften mit renommierten Institutionen wie der KCA University in Nairobi geschlossen, um Ausbildungszentren einzurichten und die IT-Kompetenzen in der Region zu fördern. Zudem engagiert sich die Techno Brain Foundation für die Förderung benachteiligter Jugendlicher durch Bildungsprogramme und Umweltinitiativen.

### Fintech
Durch das M-Pesa System kam es zu einem Innovationsschub im Finanzbereich, bzw. im Fintech-Bereich. Es wurden E-Payment- und E-Credit-Lösungen entwickelt, die heute zum Teil sogar global führend sind. Es wird weiters an der Entwicklung der mobilen Kreditkarte gearbeitet.

### Energiegewinnung
Im Bereich Energie wird Photovoltaik mit attraktiven Finanzierungsmöglichkeiten für untere Einkommensschichten kombiniert (pay as you go Lösungen). M-Kopa wurde 2011 in Kenia gegründet und hat inzwischen nach Uganda, Nigeria und Ghana expandiert. Nach eigenen Angaben hat das Unternehmen mehr als 3 Millionen Kunden geholfen, durch Mikrofinanzierung den Kauf von Produkten wie Smartphones, Solaranlagen und Beleuchtung zu ermöglichen, sowie Krankenversicherungen abzuschließen.

### E-Commerce
E-Commerce ist der vierte Schwerpunkt in Silicon Savannah. Auch das nigerianische Jumia, ein multinationales Online-Handelsunternehmen, ist in Kenia vertreten.

### E-Learning
ELimu bietet E-Learning-Lösungen an, Lernspiele, Lern-Apps, Simulationen und interaktive Animationen. Zielgruppen sind Kinder von fünf bis 11 Jahren, Eltern, Lehrer und Schulen.

### Versicherungen
Lami Technogies bietet günstige und einfach digitale Versicherungslösungen für ärmere Bevölkerungsschichten.

### Gesundheitswesen
VillgroAfrika bietet Unterstützung bei Innovationen im Gesundheitswesen. Das Unternehmen hilft bei der Erstellung des Geschäftsmodells, beim Marketing, bei der Finanzierung und bei der Größenskalierung. So konnte beispielsweise ein nichtinvasives Malaria-Diagnostik-Gerät entwickelt werden.

## Lage der im Bau befindlichen Stadt
Die Stadt Konza Technopolis wird in einem dreieckigen Areal 64 km südöstlich von Nairobi errichtet. Ostseitig verläuft der wichtige transafrikanische Lagos-Mombasa-Highway, hier als Schnellstraße Mombasa Road. Nordwestlich liegt das Naturschutzgebiet Kapiti Plains Estate Conservancy. An der Südseite ist ebenfalls ein Naturschutzgebiet, das Konza Corridor Conservancy. Das Gebiet gehört zur Gemeinde Kalama Ward, zum subcounty Machakos Town und zum Machakos County. Die Siedlung Konza ist südwestlich von Konza Technopolis.

## Kritik
Kritisiert wird Silicon Savannah mehrfach. Erstens kostet die Errichtung einer ganzen Stadt mit futuristischem Flair enorm viel Geld und ist somit eine potentielle Schuldenfalle. Zweitens profitieren oft ausländische Konzerne mehr als die einheimischen Firmen. Und drittens profitieren in Kenia nur wenige gut ausgebildete Menschen davon. Es wird durch den Namen suggeriert, dass Silicon Savannah ähnlich erfolgreich sein wird wie das Silicon Valley, dies gilt jedoch als unrealistisch.
Laut der Beratungsfirma Viktoria Ventures stammen in Kenia gerade einmal sechs Prozent der Gründer, die mehr als eine Million US-Dollar für ihre Start-ups einwerben konnten, aus Kenia selbst, die meisten kommen aus den USA oder Europa, dies gilt auch für das Silicon Savannah.